# Ḫebat
Ḫebat oder Ḫepat (in Ugarit: ḫbt) war in der hurritischen Mythologie die Frau des Wettergottes Teššub, die auch in der Mythologie der Hethiter Aufnahme fand. In den hethitisch-hurritischen kaluti-Listen führt sie die Göttinnen an.

## Name
Ihre erste Erwähnung fand Ḫebat in Texten aus Ebla (17. Jh. v. Chr.) in welchen sie Ḫābadu (dḪa-a-ba-du) genannt wird und dort die Parhedra des Wettergottes von Ḫalab ist. Deshalb wurde vorgeschlagen, den Namen aus semitisch *Ḫalbāytu „Ḫalabäerin“ zu deuten. Hernach war sie ursprünglich die Gattin des Wettergottes von Aleppo.

## Familie und Personal

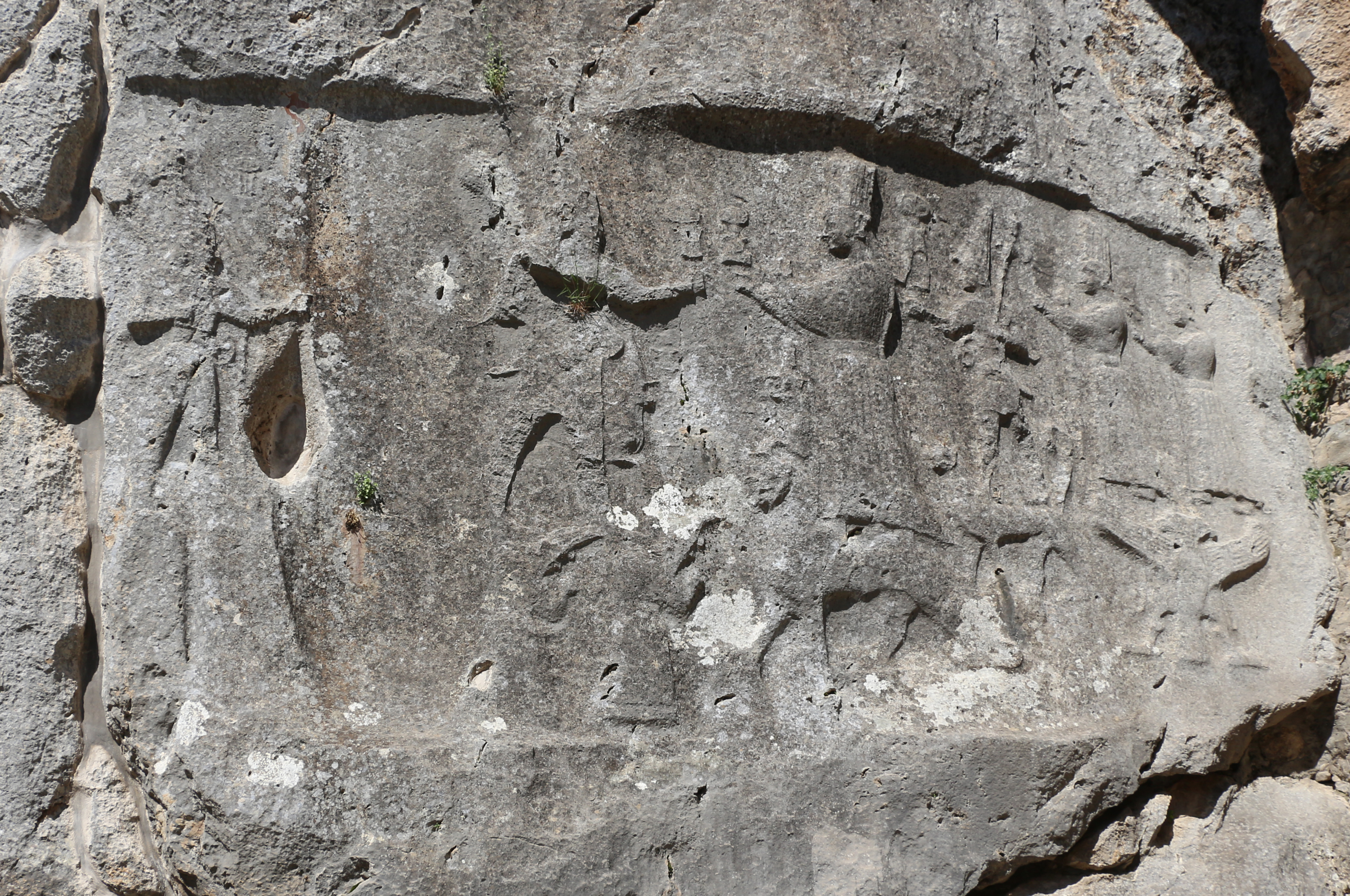
Darstellung der Göttin Ḫebat und ihrer Familie im hethitischen Felsheiligtum von Yazılıkaya. Von links nach rechts sind dies: Tašmišu (Bruder von Teššub), Teššub, Ḫebat, Šarruma, Allanzu und Kunzišalli.

Ḫebat war im westhurritischen und späthethitischen Pantheon die Frau von Teššub. Sie hatten einen Sohn Šarrumma und eine Tochter Allanzu. Zudem wird Kunzišalli als Enkelin genannt. Diese Götterfamilie wird im hethitischen Felsheiligtum von Yazılıkaya dargestellt. Nach den Annalen von Ḫattušili I. ist Ḫebat die Tochter der Allatu.
Ḫebat hatte bei den Hurritern einen eigenen göttlichen Wesir, dessen Name Tiabendi war, und ansonsten noch einen ganzen Kreis von vorwiegend Göttinnen in ihrem Gefolge.

## Verehrung bei den Hethitern
Gemeinsam mit Teššub von Ḫalab bildete Ḫebat das oberste Götterpaar der hethitischen Großreichszeit. und wurde im Gebet der Königin Puduḫepa mit der Sonnengöttin von Arinna gleichgesetzt ebenso wie Teššub mit dem obersten hethitischen Gott Tarḫunna. Verschiedene wichtige Verkörperungen der Ḫebat waren in der hethitischen Großreichszeit die Ḫebat von Ḫalab, die Ḫebat von Uda und die Ḫebat von Kizzuwatna. Ein wichtiges Heiligtum der Ḫebat lag in der Stadt Kummanna im Land Kizzuwatna.

## Verehrung in nachhethitischer Zeit
In hieroglyphenluwischen Inschriften der neo-hethitischen Staaten wurde sie Hiputa oder Hipatu genannt und galt als Gattin des Wettergottes Tarhunza. Ihr hurritischer Gemahl Teššub tauchte (als FORTIS-sa oder Tissupa) eher selten in hieroglyphenluwischen Inschriften auf. Auch zwei von Ḫebats Kindern wurden verehrt, nämlich Sarrumma und Alanzuwa. Auf der Stele von Darende wurde sie auf einem Thron sitzend mit einer Trinkschale abgebildet, während Sarrumma hinter ihr auf einem Panther stehend abgebildet wird. Vor den beiden Gottheiten gießt König Arnuwandi von Malitiya ein Trankopfer aus.
Bei den Lydern wurde Ḫebat möglicherweise bis in die römische Kaiserzeit hinein als „Mutter Hipta“ (altgriechisch: Μήτηρ Ἵπτα, Mētēr Hipta) verehrt, die in Inschriften stets zusammen mit Zeus Sabazios genannt wird. In den orphischen Mysterien gilt Meter Hipta als Amme des Gottes Dionysos. Hierodulen richteten Beichtinschriften an diese Göttin.